# Stasimopus schreineri
Stasimopus schreineri är en spindelart som beskrevs av William Frederick Purcell 1903. Stasimopus schreineri ingår i släktet Stasimopus och familjen Ctenizidae. Inga underarter finns listade i Catalogue of Life.